# Wiesti FM
Wiesti FM (ros. Вести FM) – publiczna rozgłośnia radiowa należąca do WGTRK.
Radio „Wiesti FM” rozpoczęło nadawanie 5 lutego 2008 roku z Moskwy, na częstotliwości 97,6 MHz. Grupa docelowa „Wiesti FM” to głównie mężczyźni po 35. roku życia, o średnim dochodzie i najczęściej o średnim wykształceniu. Dyrektorem stacji jest Dmitrij Miednikow.